# 1951年8月17日月食
1951年8月17日月食为一次在协调世界时1951年8月17日出現的半影月食。該次月食半影食分為0.145、全影食分為-0.839。

## 概述
這次月食的食分是21.76。

## 基本參數
- 類型：半影月食
- 食甚資料：
  - 日期：1951年8月17日
  - 時間：3:14
  - 月球位置：赤經21.76度、赤緯-15.1度
  - 食分：半影食分：0.145、全影食分：-0.839

## 外部連結
- NASA月食專頁（页面存档备份，存于）（英文）